# 자이프낮도마뱀붙이
자이프 데이 게코(Seipp's day gecko)라 불리는 자이프낮도마뱀붙이(Phelsuma seippi)는 멸종위기에 처한, 주행성 도마뱀붙이류의 일종이다. 마다가스카르 북부에 분포하며, 대개 우림에 서식하고, 나무 위에서 지낸다. 자이프낮은 대개 곤충과 꽃꿀을 먹는다.
종명 seippi는 독일의 파충류학자인 로버트 자이프(:en:Robert Seipp)를 기려 지었다.

## 형태
자이프낮은 낮도마뱀붙이속 중에 중간 크기다. 꼬리까지 최대 14cm에 이르며, 몸은 가늘고 주둥이는 길쭉하다. 몸은 초록색 아니면 황녹색을 띈다. 등에는 붉은 점무늬가 있는데, 합쳐져 줄무늬를 이루기도 한다. 눈의 산화철색 줄무늬는 콧구멍에서 귓구멍으로 이어진다. 머리 위에는 붉은색 V자 무늬가 있을지 모르며, 보통 목덜미에 V자 무늬가 여러 개 있다. 배는 밝은 분홍색이다.

## 분포
자이프낮은 마다가스카르 북부에 분포하며, 노지베섬, 노지콤바섬(:en:Nosy Komba)에서도 보인다.
자이프낮은 현지의 우림을 벗어나지 못하며, 밝은 햇빛을 싫어한다. 이 녀석들은 삼림과 그 경계 구역의 나무 위에서 지낸다. 특히 대나무 숲에 크게 의존하며, 서식지 파괴는 종의 보존에 주요한 문제가 되고 있다.

## 습성
자이프낮은 다양한 곤충 따위의 무척추동물을 먹는다. 부드럽고 달달한 과일, 꽃가루, 꽃꿀도 먹는다.
보통 나무에서 짝을 이뤄 지낸다. 유체는 대개 그 주변의 키낮은 덤불에서 살아간다.
암컷은 나뭇잎더미 아래, 느슨한 나무껍질 밑에 알을 낳아 숨긴다. 알은 온도가 28 °C (82.4 °F) 일 때, 45–50 일 뒤에 부화한다. 신생아는 꼬리까지 40 mm (1.6 in) 에 이른다.

## 사육
자이프낮은 식물이 무성한 테라리움에서 쌍으로 키워야 하다. 온도는 25–28 °C, 습도는 75-100 %를 유지해야 한다. 사육 시에는 귀뚜라미, 시판 과일 사료, 벌집나방(:en:wax moth) 애벌레, 초파리, 밀웜, 집파리를 먹일 수 있다.

## 참고 문헌
- Henkel F-W, Schmidt W (1995). Amphibien und Reptilien Madagaskars, der Maskarenen, Seychellen und Komoren. Stuttgart: Ulmer. 311 pp. ISBN 3-8001-7323-9. (in German).
- McKeown S (1993). The General Care and Maintenance of Day Geckos. Lakeside, California: Advanced Vivarium Systems.